# 집바퀴
집바퀴 또는 일본바퀴는 왕바퀴과의 바퀴벌레이며 대형종으로 몸 길이는 20~25mm 정도 된다. 몸은 전체적으로 짙은 갈색이다. 먹바퀴와 비슷하나 크기가 약간 작고 앞가슴 등판에 약간의 불규칙한 요철이 있는 것으로 구분된다. 수컷은 긴 날개를 가지며, 암컷은 몸이 수컷보다 작고 날개가 복부의 중앙에 달하여 구분된다. 저온다습한 환경을 좋아하며 집안에서 생활하거나 야외의 썩은 나무에서 활동하는데 실내와 실외를 오가기도 한다. 한국 중부에서는 독일바퀴 다음으로 많이 출몰한다. 알집 하나에는 약 20개의 알들이 들어있다. 먹바퀴, 이질바퀴, 독일바퀴와 같은 위생 해충이다. 저온 환경에 적응을 잘하며 추위에도 강하다. 한국, 중국, 일본 등에 분포하지만 2013년 미국 뉴욕 하이라인 공원에서도 발견되었다.